# Mémorial Ulf Thoresen
Le Mémorial Ulf Thoresen (en norvégien Ulf Thoresens minneløp) est une course hippique de trot attelé se déroulant au mois de juillet sur l'hippodrome de Jarlsberg (no), en Norvège.
C'est une course de Groupe I qui se court sur la distance de 2 100 mètres. En 2025, l'allocation totale est de 1 575 000 NOK (environ 132 945 €).
La course célèbre Ulf Thoresen (no) (1946-1992), généralement considéré comme le meilleur driver norvégien de tous les temps.

## Palmarès depuis 2000
| Année | Cheval           | Driver                |
| 2025  | Önas Prince      | Per Nordström         |
| 2024  | Önas Prince      | Per Nordström         |
| 2023  | Banderas Bi      | Alessandro Gocciadoro |
| 2022  | Stoletheshow     | Frode Hamre           |
| 2021  | Hickothepooh     | Vidar Hop             |
| 2020  | Blé du Gers      | Vidar Hop             |
| 2019  | Vitruvio         | Jorma Kontio          |
| 2018  | Diamanten        | Erik Adielsson        |
| 2017  | Twister Bi       | Christoffer Eriksson  |
| 2016  | Sauveur          | Åke Lindblom          |
| 2015  | Tuonoblu Rex     | Robin Bakker          |
| 2014  | Fire To The Rain | Ulf Ohlsson           |
| 2013  | Rod Stewart      | Kenneth Haugstad      |
| 2012  | Pojke Kronos     | Örjan Kihlström       |
| 2011  | Brad de Veluwe   | Tuomas Korvenoja      |
| 2010  | Raja Mirchi      | Lutfi Kolgjini        |
| 2009  | Marco di Jesolo  | Hugo Langeweg Jr      |
| 2008  | Lord Capar       | Örjan Kihlström       |
| 2007  | Adrian Chip      | Robert Bergh          |
| 2006  | Simb Chaplin     | Jorma Kontio          |
| 2005  | Staro Yzerman    | Leif Witasp           |
| 2004  | Passionate Kemp  | Markku Nieminen       |
| 2003  | Hr Siem          | Vidar Hop             |
| 2002  | Hot Chili Pepper | Frode Hamre           |
| 2001  | Scarlet Knight   | Stefan Melander       |
| 2000  | En Lille Siem    | Röynestad Svein       |